# 丹波市立東小学校
丹波市立東小学校（たんばしりつひがししょうがっこう）は、兵庫県丹波市氷上町石生にある公立小学校。

## 概要
1968年に発足し2025年現在で58代目となる丹波市立東小学校鼓笛隊がある。
校歌は1959年の制定。作詞は木村喜弘、作曲は橋本喬雄。歌は2番まであり、各番はじめは地域の風土について歌われている。城山（学校裏に聳える山）といった具体的な地名も登場する。最後の3フレーズ「楽しい 楽しい 東小学校」は1番2番ともに同じである。
毎年オーストラリアと交換留学を行っている。

## 沿革
- 1910年（明治43年）4月 - 本郷尋常小学校および石生尋常小学校を統合し、生郷村立生郷尋常高等小学校として開校[2][3]。
- 1911年（明治44年）4月1日 - 石生585番地に校舎を落成[2]。
- 1921年（大正10年）
  - 3月 - 第3校舎を落成[4]。
  - 7月 - 生郷農業補習学校を併設[5]。
- 1932年（昭和7年）1月 - 校庭を拡張[4]。
- 1941年（昭和16年）4月1日 - 国民学校令施行により、「生郷村立生郷国民学校」に改称[3]。
- 1947年（昭和22年）4月1日 - 学制改革により、「生郷村立生郷小学校」に改称[3]。生郷中学校を併設[6]。
- 1955年（昭和30年）
  - みそ汁給食を開始[7]。
  - 7月23日 - 合併により氷上町となり、「氷上町立東小学校」に改称[3]。
- 1958年（昭和33年）
  - 2月16日 - 第二校舎が全焼[8]。
  - 5月13日 - 第一校舎が全焼[8]。
- 1959年（昭和34年）
  - 4月25日 - 新校舎（本館）を落成[9]。
  - 8月18日 - 校歌を制定[1]。
- 1960年（昭和35年）3月10日 - 城山植物園を設置[9]。
- 1961年（昭和36年）5月4日 -  給食室設置にあわせ、完全給食へ移行[7]。
- 1963年（昭和38年）7月23日 - プールを落成[9]。
- 1966年（昭和41年）10月31日 - 全日本学校環境緑化コンクールにて優良校として表彰[7]。
- 1971年（昭和46年）11月13日 - 学校安全教育文部大臣賞を受賞[7]。
- 1975年（昭和50年） - 北校舎を落成[10][2]。
- 1986年（昭和61年） - ランチルーム（食堂[10]）を落成[2]。
- 1989年（平成元年） - 体育館を落成[2]。
- 1994年（平成6年） - 南校舎を落成[10][2]。
- 1997年（平成9年） - 北校舎を大規模改造[10][2]。
- 2000年（平成12年） - 新プールを落成[2]。
- 2004年（平成16年）11月1日 - 町合併により丹波市となり、「丹波市立東小学校」に改称[2]。
- 2007年（平成19年） - 給食をセンター方式に移行[2]。
- 2010年（平成22年） - 丹波市指定授業改善モデル校となる[2]。
- 2015年（平成27年） - たんば学力向上プロジェクト事業の実践推進校の指定を受ける[2]。

## 学校施設
主な施設。校地面積は21,434平方メートルである。
- 校舎 - 総面積は4,184平方メートル[10]。
  - 北校舎 - 1975年竣工の鉄筋コンクリート造2階建て[2][10]。延床面積は1,205平方メートル[10]。
  - 南校舎 - 1994年竣工の鉄筋コンクリート造3階建て[2][10]。延床面積は2,979平方メートル[10]。
- 食堂 - 1986年竣工の鉄骨造平屋建て[2][10]。延床面積は413平方メートル[10]。
- 体育館 - 1989年竣工の鉄筋コンクリート造2階建て[2][10]。延床面積は1,229平方メートル。老朽化が進んでいることから、2025年度に大規模改修を行う予定である[10]。
- プール - 2000年竣工[2]。
- 校庭

## 通学区域
- 氷上町石生（いそう）
- 氷上町市辺（いちのべ）
- 氷上町稲継（いなつぎ）
- 氷上町大崎（おおさき）
- 氷上町北野（きたの）
- 氷上町本郷（ほんごう）
- 氷上町横田（よこた）

出典：

## 進学先中学校
- 丹波市立氷上中学校[11]

## 通学区域が隣接している学校
- 丹波市立北小学校
- 丹波市立中央小学校
- 丹波市立南小学校
- 丹波市立新井小学校
- 丹波市立崇広小学校
- 丹波市立黒井小学校
- 丹波市立船城小学校